# Liste de jeux vidéo Woody Woodpecker
Les jeux vidéo Woody Woodpecker forment une série de jeux vidéo basés sur le personnage du même nom.
Plusieurs jeux vidéo mettant en scène Woody Woodpecker et son univers ont été développés pour Mega Drive/Genesis, PlayStation, PlayStation 2, PC, Game Boy Color, Game Boy Advance, et iOS (iPad et iPhone). Une première série de trois jeux intitulés simplement Woody Woodpecker sort en 1994 sur la console 3DO Interactive Multiplayer. En 1996 sort Férias Frustradas do Pica-Pau, développé et édité par Tec Toy pour les consoles Master System et Mega Drive et commercialisé seulement au Brésil. En 2000 vient Woody Woodpecker Racing, qui sort sur PC et sur les consoles Dreamcast, PlayStation et Game Boy Color. En 2001 sort Woody Woodpecker développé par Eko et publié par Cryo Interactive. La même année, le pic-vert apparaît dans le jeu Universal Studios Theme Parks Adventure, sur la console GameCube. En 2003 sort Woody Woodpecker in Crazy Castle 5, sur Game Boy Advance.

## Titres
- Woody Woodpecker #1, Woody Woodpecker #2, et Woody Woodpecker #3 (1994, 3DO Interactive Multiplayer) ;
- Férias Frustradas do Pica-Pau (1996, Mega Drive/Genesis et Master System, par Tectoy, distribué uniquement au Brésil) ;
- Woody Woodpecker Racing (2000, PlayStation, PC et GBC) ;
- Woody Woodpecker : À l'assaut du parc Buzz Buzzard ! (2001, GBC, PC et PS2) ;
- Universal Studios Theme Parks Adventure (2001, GameCube) ;
- Woody Woodpecker in Crazy Castle 5 (2002, GBA) ;
- Woody Woodpecker: Wacky Challenge (2005, appareil mobile) ;
- Woody Woodpecker In Waterfools (2008, appareil mobile) ;
- Woody Woodpecker (2012, iOS).